# Винтовка Баранова
Винтовка Баранова, винтовка Альбини-Баранова — принятая в русском флоте казнозарядная однозарядная винтовка образца 1869 года, переделанная под металлический унитарный патрон по системе Альбини способом (по образцу), предложенным лейтенантом Н. М. Барановым.
Появившаяся позднее винтовка системы Крнка была несколько надёжнее системы Баранова в условиях реального использования и на 20% дешевле в производстве из имевшихся дульнозарядных винтовок, поэтому после тщательных полигонных испытаний в марте 1869 специальная комиссия под председательством Великого князя Николая Николаевича постановила перевооружать армию по системе Крнка. Всего было выпущено 9872 винтовки Баранова, в августе-октябре же года они были переданы флоту для замены безнадёжно устаревших 7-линейных гладкоствольных ружей. Формально винтовки системы Баранова были заменены в 1870 году винтовками системы Бердана, однако фактически они продолжали использоваться вплоть до Русско-турецкой войны  1877—1878 гг., после чего переданы Херсонским мореходным классам.

## Описание
Винтовка переделывалась из дульнозарядных пехотных винтовок образца 1856 года.
Ствол имел четыре нареза.
При переделке из казённой части родного ствола формировалась ствольная коробка и разворачивался патронник, ставились затвор (вместе с экстрактором шарнирно соединялся с муфтой, припаиваемой к передней части коробки) и изменённый курок. Ложа, а также прибор (фурнитура) оставались прежними. При этом получавшаяся экономия позволяла быстро перевооружить армию. 
Винтовка Баранова имела откидывающийся затвор по системе итальянского офицера А. Альбини (которая сама по себе была подражанием более ранней австрийской системе Венцля) и наружный курок, вместе с замком позаимствованный у винтовки обр. 1856 года.
При нажатии на спусковой крючок курок, проталкивая шарнирно соединённый с ним боёк через казённик в затвор, обеспечивал надёжное сцепление оного со стволом, в конце хода бил по ударнику, который разбивал капсюль. При открывании затвора гильза немного выдвигалась назад экстрактором, и её надо было извлекать вручную.

## Применяемые боеприпасы
Патрон состоял из латунной гильзы, капсюля Бердана и шестилинейной свинцовой пули Минье.